# Aphis ripariae
Aphis ripariae är en insektsart som beskrevs av Oestlund 1886. Aphis ripariae ingår i släktet Aphis och familjen långrörsbladlöss. Inga underarter finns listade i Catalogue of Life.